# Xã Wabana, Quận Itasca, Minnesota
Xã Wabana (tiếng Anh: Wabana Township) là một xã thuộc quận Itasca, tiểu bang Minnesota, Hoa Kỳ. Năm 2010, dân số của xã này là 537 người.